# Jordi Carreño
Jorge Carreño Padilla (Barcelona, España, 15 de mayo de 1953) es un exfutbolista español que se desempeñaba como centrocampista.

## Clubes
| Club                  | País   | Año       |
| --------------------- | ------ | --------- |
| F. C. Barcelona       | España | 1973-1974 |
| Hércules C. F.        | España | 1974-1976 |
| F. C. Barcelona       | España | 1976-1978 |
| Burgos C. F.          | España | 1978-1980 |
| R. C. D. Español      | España | 1980-1982 |
| Hércules C. F.        | España | 1983-1984 |
| Lorca Deportiva C. F. | España | 1984-1985 |